# 善通寺市
善通寺市（日语：／ Zentsūji shi */?）是位於日本香川縣西北部的城市，也是縣内唯一不面向大海的城市。市名源自於日本佛教真言宗的開山祖師空海在當地建造的善通寺。當地在中世紀作為善通寺的門前町而逐漸發展，並以善通寺為中心擴大市區規模。
四國八十八箇所中的第72號札所曼荼羅寺、第73號札所出釋迦寺、第74號札所甲山寺、第75番札所善通寺與第76號札所金倉寺即坐落於市內。

## 地理
善通寺市的南邊為大麻山，西部坐落著香色山、筆之山、我拜師山、中山與火上山5個山岳，東邊和北邊的平原則與讚岐平原相連。金倉川與弘田川由南往北流經市內，並在北邊注入瀨戶內海。

### 氣候
善通寺市在氣候上屬瀨戶內海式氣候，氣候溫暖且降雨量少。當地的年均溫為16.7℃，年降雨量則為1010.1毫米。

## 歷史
當地在2000年前的彌生時代便有人類定居，並且已知當時的善通寺地區存在大規模的聚落。市內的我拜師山周邊曾發現大量的銅鐸、銅劍與銅矛，推測當時此地是瀨戶內海地區規模最大的都市之一。西南部的丘陵地帶也曾發現以前方後圓墳群為中心的諸多古墳，其中該前方後圓墳群被認為埋葬著統治當地的歷代豪族首領。
佛教傳入日本後的白鳳文化時期，當地興建傳導寺(現仲村廢寺遺跡)作為佐伯氏的氏寺。大同2年(807年)，出生於當地的空海在此興建善通寺，於弘仁3年(813年)年落成。現在的善通寺伽藍被認為是在奈良時代遷移並重建的，善通寺的佛堂則是在江戶時代重建的，也正是在這個時代，四國八十八箇所巡禮成為日本全國性的宗教活動。
天正7年(1579年)，土佐國的長宗我部元親擊敗境內的天霧城城主香川信景。天正13年(1585年)，豐臣秀吉發動四國征伐，長宗我部元親戰敗並向豐臣秀吉臣服。天正15年(1587年)，生駒親正入主讚岐國，並於隔年興建高松城。
- 1890年2月15日：實施町村制，現在的轄區在當時分屬：
  - 那珂郡：象鄉村、龍川村、與北村。
  - 多度郡：吉原村、筆岡村、善通寺村、麻野村、吉田村。
- 1899年4月1日：那珂郡和多度郡合併為仲多度郡
- 1901年11月3日：善通寺村、麻野村、吉田村合併為善通寺町。
- 1954年3月31日：善通寺町、吉原村、與北村、龍川村、筆岡村合併為善通寺市[11]。
- 1958年3月31日：象鄉村被廢除，部分轄區被併入善通寺市，其餘地區則被併入琴平町。

### 變遷表
| 1890年2月15日 | 1890年 - 1926年              | 1926年 - 1954年              | 1955年 - 1989年              | 1989年 - 現在            | 現在                     |
| ------------- | ---------------------------- | ---------------------------- | ---------------------------- | ------------------------ | ------------------------ |
| 象鄉村        | 象鄉村                       | 象鄉村                       | 1958年3月31日 併入琴平町     | 1958年3月31日 併入琴平町 | 1958年3月31日 併入琴平町 |
| 象鄉村        | 象鄉村                       | 象鄉村                       | 1958年3月31日 併入善通寺市   | 善通寺市                 | 善通寺市                 |
| 龍川村        | 龍川村                       | 1954年3月31日 合併為善通寺市 | 1954年3月31日 合併為善通寺市 | 善通寺市                 | 善通寺市                 |
| 與北村        |                              | 1954年3月31日 合併為善通寺市 | 1954年3月31日 合併為善通寺市 | 善通寺市                 | 善通寺市                 |
| 吉原村        |                              | 1954年3月31日 合併為善通寺市 | 1954年3月31日 合併為善通寺市 | 善通寺市                 | 善通寺市                 |
| 筆岡村        |                              | 1954年3月31日 合併為善通寺市 | 1954年3月31日 合併為善通寺市 | 善通寺市                 | 善通寺市                 |
| 善通寺村      | 1901年11月3日 合併為善通寺町 | 1954年3月31日 合併為善通寺市 | 1954年3月31日 合併為善通寺市 | 善通寺市                 | 善通寺市                 |
| 麻野村        | 1901年11月3日 合併為善通寺町 | 1954年3月31日 合併為善通寺市 | 1954年3月31日 合併為善通寺市 | 善通寺市                 | 善通寺市                 |
| 吉田村        | 1901年11月3日 合併為善通寺町 | 1954年3月31日 合併為善通寺市 | 1954年3月31日 合併為善通寺市 | 善通寺市                 | 善通寺市                 |

## 人口
由於善通寺市內設有大學、專門學校、成人醫療中心與日本陸上自衛隊的善通寺駐屯地，因此當地15至34歳的男性比例比香川縣的整體比例還高。

## 行政

### 歷任市長
1. 三次泰三（任期：1954年6月15日 - 1962年5月9日、計2任8年）
2. 森村龍彦（任期：1962年5月10日 - 1966年5月9日、計1任4年）
3. 平尾勘市（任期：1966年5月10日 - 1990年5月9日、計6任24年）
4. 真鍋勝（任期：1990年5月10日 - 1994年5月9日、計1任4年）
5. 宮下裕（任期：1994年5月10日 - 2010年5月9日、計4任16年）
6. 平岡政典（任期：2010年5月10日 - 2014年5月9日）

## 交通

### 鐵路
- 四國旅客鐵道
  - 土讚線：金藏寺車站 - 善通寺車站

|  |

### 道路
高速道路
- 高松自動車道：善通寺交流道

## 觀光
- 舊善通寺偕行社：
- 王墓山古墳
- 宮尾古墳
- 善通寺駐屯地資料館 乃木館：乃木希典（第11師團第一任師團長）的資料館
- 天霧城遺跡（中世紀時香川氏的居城）
- 香川縣護國神社（讚岐宮）
  - 乃木神社
- 四國八十八箇所
  - 第72號札所 曼荼羅寺
  - 第73號札所 出釋迦寺
  - 第74號札所 甲山寺
  - 第75號札所 善通寺，空海誕生地
  - 第76號札所 金倉寺

|  |  |  |  |

## 教育
大學
- 四國學院大學（日语）

高等學校

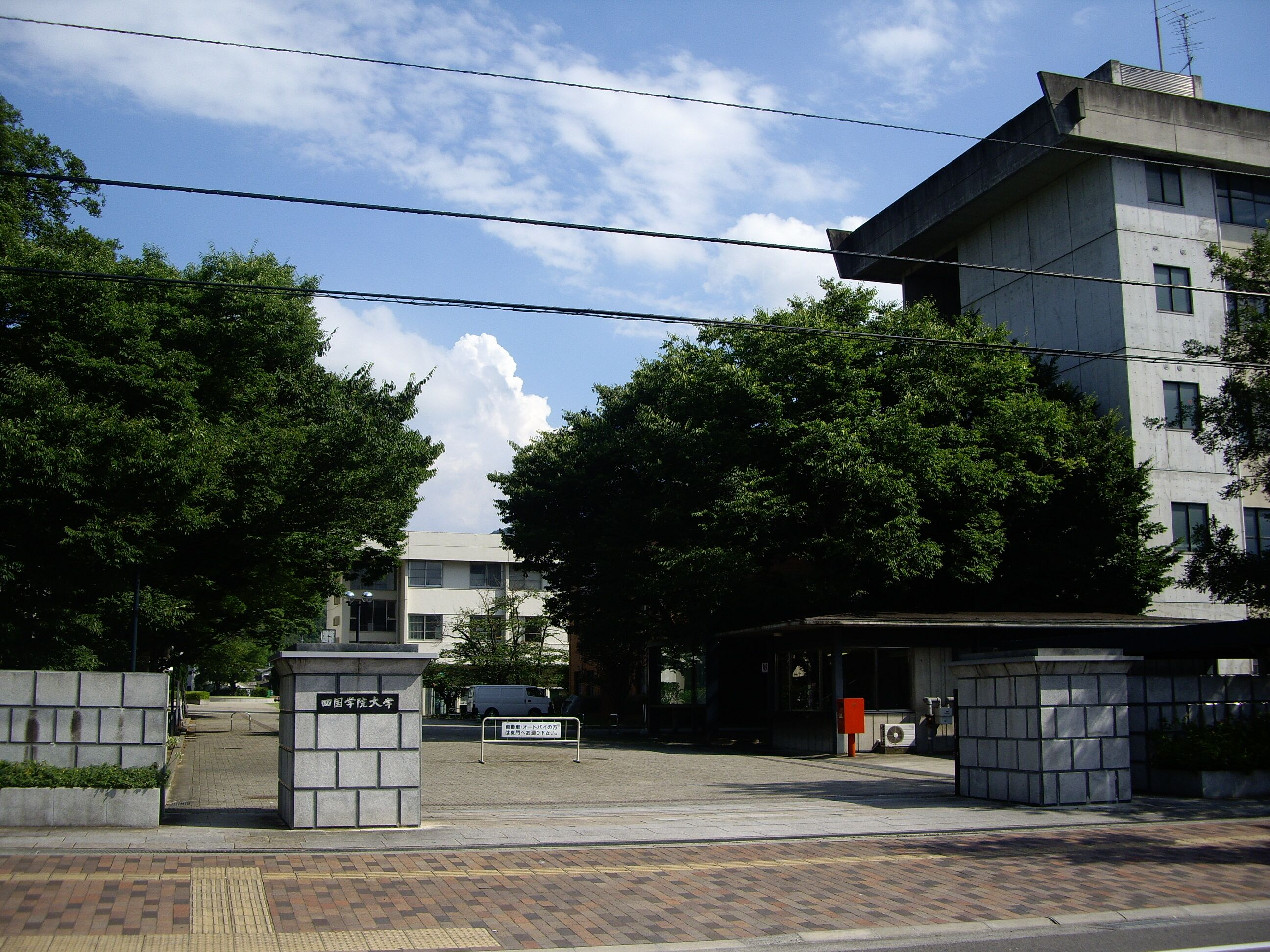
四國學院大學

- 香川縣立善通寺第一高等學校（日语）
- 盡誠學園高等學校

## 姊妹、友好城市

### 日本
- 平戶市（長崎縣）
於1985年7月3日締結為姊妹都市[13]
- 高野町（和歌山縣伊都郡）
於1990年7月27日締結為历史友好都市

### 海外
- 埃爾多拉多（美國阿肯色州猶尼昂縣）
於1964年9月30日締結為姊妹都市

## 本地出身之名人
- 空海：弘法大師
- 圓珍：智証大師
- 岸田秀（日语）：心理學學者
- 結城貢（日语）：料理研究家
- 高畑淳子：女演員
- 宮武東洋：攝影師
- 筒井修（日语）：前職業棒球裁判，入選日本棒球名人堂

## 外部連結
- （日語） 官方网站
- （日語） 善通寺市數位博物館